# Alexandru Orășanu
Alexandru Orășanu (n. 25 februarie 1890 – d. 1950) a fost un general român.
Grade: sublocotenent - 01.07.1909, locotenent - 03.10.1912, căpitan - 01.11.1916, maior - 01.09.1917, locotenent-colonel - 01.10.1925, colonel - 15.04.1933, general de brigadă - 27.02.1939.
În anii '30 a fost aghiotantul regelui Carol al II-lea și comandantul Regimentului de vânători „Regele Alexandru al Iugoslaviei”.
15 martie - 1 septembrie 1941 - Comandantul Diviziei a 8-a Infanterie, având gradul de general de brigadă.
A fost silit de Ion Antonescu să se retragă.
În perioada iunie - septembrie 1941, pentru „slăbiciune la comandă” sau „lipsă de energie”, au fost înlăturați peste 20 de generali și colonei, între care și generalul Alexandru Orășanu. Unul dintre cei care s-au considerat nedreptățiți de măsurile luate împotriva lui de mareșalul Ion Antonescu a fost generalul Alexandru Orășanu, comandantul Diviziei 8 infanterie din cadrul Corpului 11 armată. Referindu-se la ceea ce i s-a întâmplat, generalul Orășanu arăta că la 6 septembrie 1940, la orele 8, fusese ridicat de la cartierul Diviziei 2 Gardă, din Ploiești, pe care o comanda atunci și ținut închis, împreună cu mama sa, în locuința pe care o ocupa la Cercul militar din oraș, fiind păzit de jandarmi și agenți ai Siguranței. Același tratament fusese aplicat și fratelui său, colonelul Dumitru Orășanu Șeful de Stat Major al Corpului de Gardă pus sub pază în locuința din București, împreună cu soția și fiul său în vârsta de 4 ani.
În martie 1941, la insistența Ministrului de Război, generalul Iosif Iacobici, generalul Orășanu a primit comanda Diviziei 8 Infanterie. Conflictul a reizbucnit însă curând, după angajarea țării în război, când Antonescu l-a calificat pe Orășanu drept „superficial și incompetent” și a dispus îndepărtarea sa de la comandă.
Generalul Orășanu susținea că și-a făcut datoria cu probitate și devotament, inclusiv în cursul luptelor din 28 - 29 august, de la Odessa, pentru cucerirea cotei 80, când căzuse în luptă chiar fratele său, colonelul Dumitru Orășanu, comandantul Regimentului 29 Infanterie.
Mareșalul Antonescu, conducătorul statului, a aprobat să se ridice comanda generalului Orășanu, comandantul Diviziei 8 Infanterie, cu începere din ziua de 1 septembrie 1941 motivând că:
„În acțiunea din zilele de 27, 28 și 29 august 1941, în care generalul Orășanu a condus acțiunea Diviziei 8, a dovedit continuu lipsa de pregătire profesională, pasivitate, discutarea ordinelor mele pentru a ascunde lipsa de pregătire, lipsa de înțelegere a solidarității în luptă a marilor unități încadrate”.
În urma acestor altercații, generalul Orășanu a semnat o declarație prin care își dă demisia „de bună voie”.
În baza raportului nr. 53.277 întocmit la 29 septembrie 1941 de generalul de divizie Constantin Pantazi, ministru secretar de stat la Departamentul Apărării Naționale, Mihai Antonescu, vicepreședintele și președintele ad-interim al Consiliului de Miniștri, a aprobat demisia generalului de brigadă adjutant Orășanu din cadrele active ale armatei și trecerea lui în rezervă începând cu data de 30 septembrie 1941. Generalul Orășanu a fost repartizat ca ofițer de rezervă la Corpul 4 Armată.
A murit în detenție, la două zile după arestare, în timpul regimului comunist. Familia presupune că s-a sinucis cu stricnină. Și mama lui s-a sinucis cu stricnină, la aflarea veștii.

## Decorații
- Ordinul „Coroana României” în gradul de Comandor (8 iunie 1940)[2]